# Стрижевская, Наталья Иосифовна
Ната́лья Ио́сифовна Стриже́вская (род. 13 декабря 1951, Москва) — российский поэт, переводчик французской поэзии, филолог.
Отец — Иосиф Вениаминович Стрижевский (1919—1996) — ученый, доктор технических наук, профессор, действительный член Жилищно коммунальной Академии РФ, мать — Мария Соломоновна Лузкова (1921—2006) — театровед.
Наталья Стрижевская окончила вторую математическую школу, затем (1974) Литературный институт имени А. М. Горького. Поэт и переводчик французской поэзии, в ее переводах опубликованы классические книги французской литературы: "Парижский сплин" Шарля Бодлера, "Химеры" Жерара де Нерваля, "Озарения" Артюра Рембо, "Зона" Гийома Аполлинера, цикл из четырех поэм "Изгнание" Сен-Жон Перса, цикл стихов Марселя Пруста "Портреты художников и музыкантов", переводы Франсуа Вийона, Лотреамона, Тристана Корбьера, Стефана Малларме, Андре Бретона, Пьер-Жан Жува, Луи Арагона, Франсиса Понжа, книга переводов Эмманюэля Окара "Тест на одиночество". В 2008 Наталья Стрижевская опубликовала свою антологию "Versии. Французская поэзия в переводах Натальи Стрижевской".
Наталья Стрижевская  автор поэтических книг Холод (1992), Горечь (1999), Голос (2006), Книга слез (2021).
Ее поэзия не соотносима ни с одним литературным течением, ее нелегко определить, сложна и прозрачна, герметичная и лаконичная, она ищет свою поэтику в глубине и памяти русского языка, в строе фольклора, ее стихи насыщены культурными ассоциациями, как она сама говорит, она устремлена «в сторону Хлебникова, но в противоположном направлении». Во Франции в Центре поэзии и перевода Ройамон (Сentre poésie & traductions Royaumont) состоялся семинар посвященный переводу поэзии Натальи Стрижевской и изданию ее книги (Le Froid 1993).
Наталья Стрижевская автор книги "Письмена перспективы. О поэзии Иосифа Бродского "(1997) и статей о русской и французской литературе.
Она живет в Москве.